# عملية التقاط النيوترون السريعة

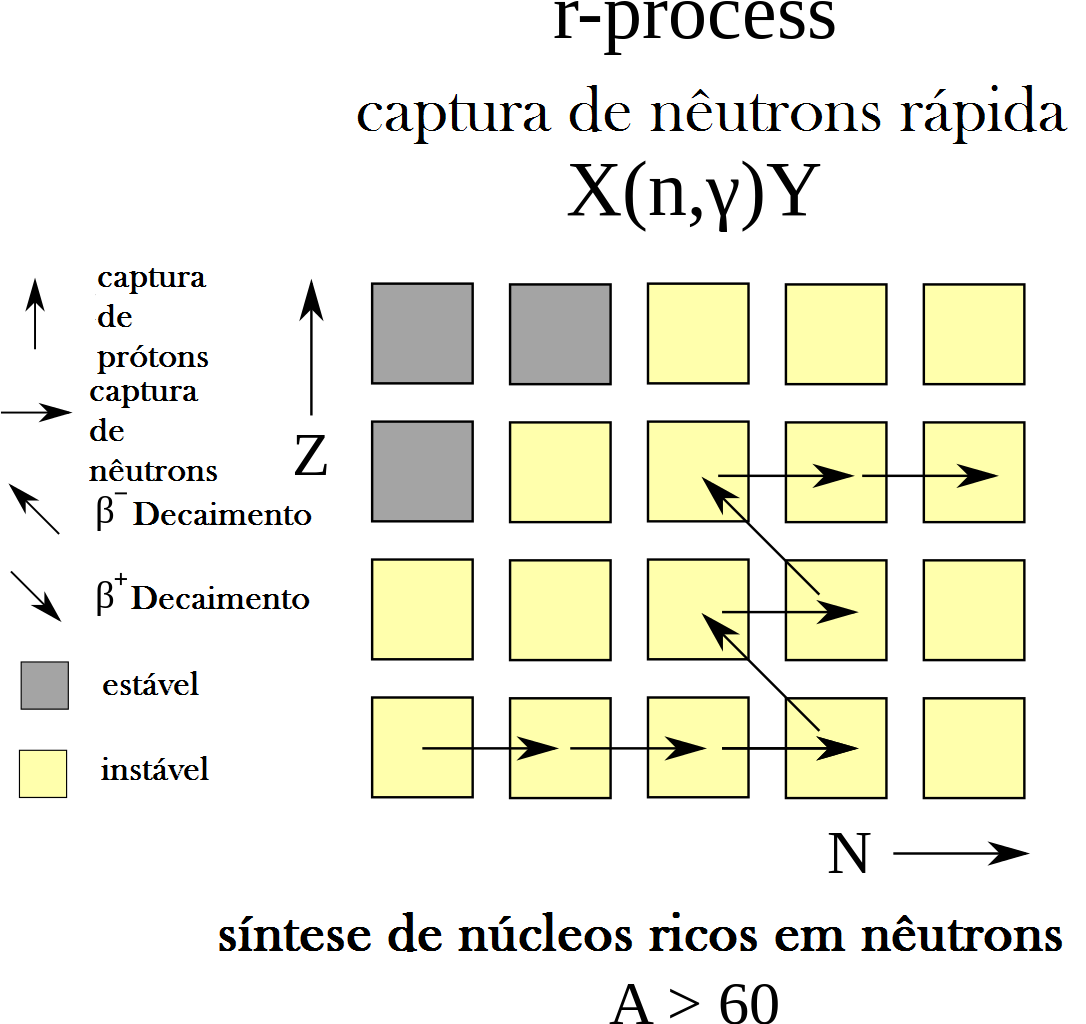

عملية التقاط النيوترون السريعة (بالإنجليزية: rapid neutron-capture process) أو عملية آر، هي مجموعة من التفاعلات النووية في الفيزياء الفلكية النووية ومسئولة عن التخليق النووي لنصف أنوية ذرات المعادن الأثقل من الحديد تقريبًا. ينتج النصف الآخر العمليتان بي (عملية البروتون) وإس (عملية التقاط النيوترون البطيئة). تخلق العملية آر اثنين من النظائر الغنية بالنيوترون والمستقرة للمعادن الثقيلة.
تمتلك المعادن الثقيلة ستة من عشرة نظائر مستقرة. تُعرَّف العناصر الكيميائية بعدد البروتونات في النواة الذرية، على سبيل المثال، تحتوي كل ذرات الزينون على 54 بروتون. لكن كل العناصر تحتوي أيضًا على نيوترونات في نواة الذرة. يتميز كل نظير بعدد النيوترونات التي يحتويها، مثلا يمكن للزينون أن يحتوي على 70، 72، 74، 75، 76، 77، 78، 80، 82 نيوترون، وبالتالي لديه 9 نظائر مستقرة. تساهم العملية آر في وفرة أربعة من النظائر الأثقل: 131Xe, 132Xe, 134Xe 136Xe، ومسئولة بمفردها عن اثنين من أثقلهم. تساهم العملية إس في النظائر الخمسة الوسطى للزينون: 128Xe, 129Xe, 130Xe, 131Xe, 132Xe . النظيران الأخف: 126Xe 124Xe, هما نتاج العمليات الأخرى.
تخلق العملية آر نموذجيًا النظائر الأربعة الأثقل لكل عنصر ثقيل، والنظيرين الأثقل، المشار إليهما بعبارة أنوية آر فقط. تصل وفرة العملية آر لذروتها عند الكتل النووية A = 82 (عناصر Se، Br، Kr) وكذلك A = 130 (عناصر Te، I، Xe) وكذلك A = 196 (عناصر Os، Ir، Pt).
تنطوي العملية آر على تتابع من التقاط النيوترون السريع (لذلك سُميت بهذا الاسم) بواحدة أو أكثر من أنوية البذور الثقيلة، تبدأ بأنوية في ذروة الوفرة متمركزة حول 56Fe. يجب أن تكون عملية الالتقاط سريعة بمعنى إحباط فرصة التحلل الإشعاعي للأنوية (خلال التحلل بيتا) قبل وصول نيوترون آخر للالتقاط. يمكن لهذا التتابع أن يستمر حد الاستقرار الناتج عن الأنوية الغنية بالنيوترونات (خط تقطير النيوترونات) حتى احتواء النيوترونات فيزيائيًا محكومة بالمدى القصير للقوة النووية. وبالتالي يجب أن تحدث العملية آر في مواقع حيث يوجد كثافة عالية من النيوترونات الحرة. نظَّرت الدراسات المبكرة أن 1024 هو العدد المطلوب من النيوترونات الحرة لكل سم3، لدرجات حرارة بنحو 1GK، من أجل التوافق مع النقاط المنتظرة، حيث لا يوجد نيوترونات يمكن التقاطها، مع الأعداد الذرية لذروة الوفرة لأنوية العملية آر. يعود ذلك إلى نحو جرام من النيوترونات الحرة تقريبًا لكل سم مكعب، وهو رقم مدهش يتطلب ظروفًا قاسية. يقترح ذلك أن المواد المقذوفة من اللب المعاد توسيعه من المستعر الأعظم، كجزء من التخليق النووي في المستعر الأعظم، أو تفكيك مادة نيوترون-نجم الملقاة من عملية الدمج الثنائي في النجم النيوتروني. أما الاسهامات النسبية لهذه المصادر في الوفرة الفيزيائية الفلكية لعناصر العملية آر هي مسألة محل بحث.
تحدث سلسلة من عمليات التقاط النيوترون الشبيهة بالعملية آر بدرجة ضعيفة في انفجارات الأسلحة النووية الحرارية (قنبلة هيدروجينية). أدى ذلك إلى اكتشاف عناصر أينشتاينيوم (العنصر 99) وفيرميوم (العنصر 100) في التهاطل النووي الناتج عن السلاح النووي.
تتعارض العملية آر مع العملية إس، التي تعتبر الآلية الأخرى الأكثر بروزًا لإنتاج العناصر الثقيلة، وهي التخليق النووي بطريقة الالتقاط البطئ للنيوترونات. تحدث العملية إس خلال النجوم العادية، خاصة في نجوم العملاق المقارب، حيث يكون توافد النيوترونات كافيًّا لإحداث التقاط للنيوترونات ليعاود الحدوث كل 10-100 عام، وهو بطئ جدًا بالنسبة للعملية آر، مما يتطلب 100 التقاط كل ثانية. العملية إس ثانوية؛ مما يعني أنها تتطلب الوجود المسبق للنظائر الثقيلة كأنوية بذرية لتتحول إلى الأنوية الثقيلة الأخرى بسلسلة بطيئة من الالتقاطات للنيوترونات الحرة. تخلق سيناريوهات العملية آر أنويتها البذرية الخاصة، لذلك يمكنها الاستمرار في النجوم العملاقة التي لا تحتوي على أنوية بذرية ثقيلة. مأخوذة معًا، العمليتان إس وآر مسئولتان عن معظم الوفرة للعناصر الكيميائية الأثقل من الحديد. يظل التحدي التاريخي في التعرف على الإعدادات الفيزيائية المناسبة للمدى الزمني الخاص بها.

## التاريخ
بعد الأبحاث الرائدة عن نظرية الانفجار العظيم وتكوين نجوم الهيليوم، اقترح العلماء أن هناك عملية غير معروفة مسئولة عن تكوين العناصر الأثقل الموجودة على الأرض من الهيدروجين والهيليوم. جاءت المحاولات الأولى للشرح من سابرامانين تشاندراسخار وهنريخ اللذين افترضا أن العناصر التي تُنتج تحت درجات حرارة بين 6×109 و8×109 كيلفن. تشرح نظريتهم الظاهرة وصولًا إلى عنصر الكلور، إلا أنها لم توفر شرحًا للعناصر ذات الكتل الذرية الأكبر من 40 وحدة كتل ذرية عند وفرة لا يمكن إهمالها. أصبح ذلك الأساس الذي تقوم عليه دراسة فريد هويل، الذي افترض أن الظروف الموجودة في لب النجوم المنهارة يجب أن تمكِّن التخليق النووي للعناصر الأخرى خلال الالتقاط السريع للنيوترونات الحرة عالية التكثيف. إلا أن بعض الأسئلة ظلت بلا إجابة حول التوازن في النجوم المطلوب لموازنة التحلل بيتا والمسئول خصيصًا عن وفرة العناصر الكيميائية المُشكَّلة تحت تلك الظروف.
الحاجة للإعدادات الفيزيائية لتوفير الالتقاط النيوتروني السريع، والتي عُرف دورها تقريبًا في تكوين العناصر، نُظر إليها على جدول وفرة النظائر الخاصة بالعناصر الثقيلة، من قبل هانز سويس وهارولد يوري في عام 1956. أظهر جدول الوفرة وفرة أكبر من المتوسط للنظائر الطبيعية المحتوية على الأعداد السحرية للنيوترونات بالإضافة إلى ذروة الوفرة بنحو 10 وحدة كتل ذرية أخف من الأنوية المستقرة المحتوية على عدد سحري من النيوترونات التي كانت موجودة أيضًا في الوفرة، مما يقترح تشكل الأنوية المشعة الغنية بالنيوترونات المحتوية على عدد سحري من النيوترونات لكن بروتونات أقل بعشر مرات. تنطوي تلك الملاحظات أيضًا على أن الالتقاط السريع للنيوترونات حدث أسرع من تحلل بيتا، وأنتج ذروة وفرة سببها ما يدعى نقاط الانتظار عند الأعداد السحرية. تلك العملية، الالتقاط السريع للنيوترونات بواسطة النظائر الغنية بالنيوترونات، صارت معروفة بالعملية آر، حيث سميت العملية إس كذلك بسبب طبيعتها البطيئة لالتقاط النيوترونات. نُشر الجدول المقسم للنظائر الثقيلة ظاهريًا بين العمليتين إس وآر عام 1957 في ورقة B2FH، حيث سمى العملية آر ووضع النظريات الفيزيائية التي تحكمها. نشر ألاستير جي. دبليو كاميرون أيضًا دراسة أصغر حول العملية آر في نفس العام.
العملية آر الثابتة كما وصفت في ورقة B2FH وضِّحت لأول مرة في الحسابات المعتمدة على الزمن في كالتيك (معهد كاليفورنيا للتقنية) وشرحها فيليب أ. سيغر ووليام فاولر ودونالد دي كلايتون، الذين وجدوا أنه لا توجد لمحة زمنية مفردة متوافقة مع وفرة العملية آر الشمسية، ولكن، عند تجاوزها فإنها تحقق وصفًا ناجحًا لوفرة توزيع العملية آر. تؤكد التوزيعات قصيرة الزمن على الوفرة عند الكتل الذرية الأقل من A = 140 بينما التوزيعات طويلة الزمن الأخرى تؤكد على تلك الموجودة عند الكتل الذرية الأكبر من A = 140. عززت المعالجات التالية للعملية آر من هذه السمات الزمنية. تمكن سيغر وزملاؤه من بناء تقسيمات أكثر كميّة بين العمليتين آر وإس لجدول الوفرة للنظائر الثقيلة، وبالتالي تأسيس منحنى وفرة موثوق لنظائر العملية آر أكثر من B2FH وتمكنها للتعريف. اليوم، وفرة العملية آر تحدد باستخدام تقنيتهم بطرح وفرة النظائر الخاصة بالعملية إس من الوفرة الكاملة للنظائر ونسب الكمية المتبقية للتخليق النووي للعملية آر. وفر هذا المنحنى الخاص بوفرة العملية آر (في مقابلة الكتل الذرية) الهدف للحسابات النظرية المتكونة بالعملية الفيزيائية آر.